# 일리야 벨랴코프
일리야 벨랴코프(러시아어: Илья Беляков, 주민등록상 한국 이름: 벨랴코프일리야, 1982년 8월 26일~)는 대한민국에서 활동하고 있는 러시아 출신의 의료통역사이며 방송인이자 모델이다. JTBC 프로그램 비정상회담 20회에 오스트레일리아 대표 다니엘 스눅스의 하차로 인해 일일비정상으로 출연하였으며 28회부터 고정 패널로 출연했고, 52회까지 출연했었다. 그리고 100회 특집에 게스트로 다시 출연하였다. 2017년 그는 대한민국으로 귀화했다.

## 주요 출연작

### TV 프로그램
- 비정상회담(JTBC, 2014~2015/2016년)
- 썰전(JTBC, 2015년)
- 해피타임(MBC, 2015년)
- Bring It On(아리랑 TV)

## 학력
- 러시아, 극동 연방 대학교 한국학 학사
- 연세대학교 대학원 국어국문학과 문학석사(학위논문명: A.A. Kholodovich의 「한국어 문법」 통사론에 대한 연구)
- 미국, 사우스캐롤라이나 주립 대학교 인류학과 사회언어학 박사과정(휴학)